# Course de la Paix 1966
La Course de la Paix 1966, 19e édition de cette compétition cycliste a eu lieu du 3 mai au 25 mai 1966. Disputée  dans le sens Prague - Varsovie - Berlin, elle fut remportée par le jeune français Bernard Guyot.

## La course
17 équipes de 6 coureurs sont au départ. Parmi celles-ci 2 équipes africaines, celles de l'Algérie et du Maroc.
La course se fige après le quatrième jour. Bernard Guyot, considéré comme un des favoris de l'épreuve, est second du classement général, à 9 secondes de Pietro Guerra, après la troisième étape disputée contre-la-montre. Le lendemain Bernard Guyot, sur la route de Brno, se trouve en tête de la course dans un groupe de 14 coureurs, formé après plusieurs tentatives d'échappée. L'équipe italienne, qui trustait les premières places des classements individuels et par équipes est piégée par le jeu des équipes. L'URSS, la Pologne, la Tchécoslovaquie, la RDA ont 2 hommes devant et jouent le classement par équipes. Guyot est accompagné d'un équipier, René Grenier. Un britannique, un bulgare, un norvégien et un yougoslave complètent le plateau. Les italiens perdent sur les deux tableaux. Guerra, arrivé à 2 min 27 s. pointe à la 4e place au classement général, dont Bernard Guyot prend le commandement devant le soviétique Alexandre Dochlijakov. L'URSS s'empare de la première place du challenge collectif. L'équipe de France, où André Desvages se distingue en gagnant l'étape de Varsovie, défend son leader, tandis que les soviétiques doivent faire face aux polonais qui n'échouent que de 6 secondes dans la contestation du classement des équipes.

Cette édition de la Course de la Paix met aussi en évidence le cyclisme hongrois, dont l'équipe remporte deux victoires d'étape.
Bernard Guyot est âgé de 20 ans et 6 mois. Il est et restera le plus jeune vainqueur de la Course de la Paix. 4e la même année du Tour de l'Avenir il passait professionnel.

Alexandre Dochlijakov, 24 ans, dispute cette même année 1966 le Tour de l'Avenir. Pour la 2e participation soviétique, l'équipe se hisse à une 5e place modeste, mais lui-même termine 9e du classement individuel.

Axel Peschel, 24 ans, triomphe deux plus tard dans une Course de la Paix avec quelques secondes d'avance sur ses suivants. 

Quant à Willy Van Neste, 4e de cette Course de la Paix, et 6e du Tour de l'Avenir, passé professionnel, il réalise une carrière jalonnée de victoires marquantes.

### Les étapes
| #  | Date   | Villes étapes                          | km       | Vainqueur         | Leader        |
| -- | ------ | -------------------------------------- | -------- | ----------------- | ------------- |
| 1  | 9 mai  | Circuit autour de Prague (TCH)         | 117      | Axel Peschel      | Axel Peschel  |
| 2  | 10 mai | Prague (TCH) - Liberec (TCH)           | 132      | Pietro Guerra     | Pietro Guerra |
| 3a | 11 mai | Tanvald (TCH) - Harrachov (TCH)        | 17 (clm) | Bernard Guyot     | Pietro Guerra |
| 3b | 11 mai | Harrachov (TCH) - Hradec Králové (TCH) | 108      | Attilio Benfatto  | Pietro Guerra |
| 4  | 12 mai | Hradec Králové (TCH) - Brno (TCH)      | 142      | Jan Kudra         | Bernard Guyot |
| 5  | 13 mai | Brno (TCH) - Otrokovice (TCH)          | 130      | Antal Megyerdi    | Bernard Guyot |
| 6  | 15 mai | Gottwaldov (TCH) - Katowice (POL)      | 209      | Janos Juszko      | Bernard Guyot |
| 7  | 16 mai | Katowice (POL) - Lodz (POL)            | 205      | Günther Hoffmann  | Bernard Guyot |
| 8  | 17 mai | Circuit dans Varsovie (POL)            | 108      | André Desvages    | Bernard Guyot |
| 9  | 18 mai | Kutno (POL) - Poznań (POL)             | 178      | Willy Van Neste   | Bernard Guyot |
| 10 | 19 mai | Poznań (POL) - Szczecin (POL)          | 225      | Pietro Guerra     | Bernard Guyot |
| 11 | 21 mai | Szczecin (POL) - Rostock (RDA)         | 225      | Jan Smolik        | Bernard Guyot |
| 12 | 22 mai | Circuit à Wismar (RDA)                 | 93       | Antonio Albonetti | Bernard Guyot |
| 13 | 23 mai | Rostock (RDA) - Schwerin (RDA)         | 180      | Alexeï Petrov     | Bernard Guyot |
| 14 | 24 mai | Schwerin (RDA) - Potsdam (RDA)         | 246      | Jan Wenczel       | Bernard Guyot |
| 15 | 25 mai | Strausberg (RDA) - Berlin (RDA)        | 42       | Jan Magiera       | Bernard Guyot |

## Le classement général
|     | Cycliste              | Équipe          |    | Temps            |
| --- | --------------------- | --------------- | -- | ---------------- |
| 1.  | Bernard Guyot         | France          | en | 57 h 49 min 33 s |
| 2.  | Alexandre Dochlijakov | URSS            | +  | 1 min 39 s       |
| 3.  | Axel Peschel          | RDA             |    | 3 min 43 s       |
| 4.  | Willy Van Neste       | Belgique        |    | 3 min 47 s       |
| 5.  | Pietro Guerra         | Italie          |    | 4 min 48 s       |
| 6.  | Alexeï Petrov         | URSS            |    | 6 min 19 s       |
| 7.  | Jan Kudra             | Pologne         |    | 6 min 24 s       |
| 8.  | Antal Megyerdi        | Hongrie         |    | 6 min 58 s       |
| 9.  | Jan Smolik            | Tchécoslovaquie |    | 7 min 38 s       |
| 10. | Antonio Albonetti     | Italie          |    | 9 min 05 s       |

## Les classements annexes

### Classement du plus combatif
|   | Cycliste              | Points |
| - | --------------------- | ------ |
| 1 | Axel Peschel          | 48     |
| 2 | Alexeï Petrov         | 39     |
| 3 | Alexandre Dochlijakov | 32     |
| 3 | Jan Smolik            | 32     |

### Classement du meilleur grimpeur
|   | Cycliste       | Points |
| - | -------------- | ------ |
| 1 | Bernard Guyot  | 22     |
| 2 | Axel Peschel   | 14     |
| 3 | Carlo Gualazzi | 10     |

### Classement par équipes
|   | Équipe  | Temps                |
| - | ------- | -------------------- |
| 1 | URSS    | en 173 h 35 min 13 s |
| 2 | Pologne | + 06 s               |
| 3 | RDA     | + 7 min 55 s         |
| 4 | France  | + 13 min 09 s        |
| 5 | Hongrie | + 30 min 15 s        |

- L'équipe de l'Union soviétique, première du classement par équipes est composée de :
  - Alexandre Dochlijakov, 24 ans.
  - Alexeï Petrov, 29 ans, 6e du classement général
  - Vladimir Zarkov, 20e du classement général individuel
  - Gainan Saidschushin, 29 ans, 29e du classement individuel.
  - Anatoli Olizarenko, 30 ans, 54e du classement individuel
  - Guennadi Lebediev, 26 ans, 60e du classement individuel.
- L'équipe de Pologne, deuxième à 6 secondes est composée au terme de la course de :
  - Jan Kudra, 29 ans, 7e du classement général
  - Rajmund Zieliński, 26 ans, 13e du classement individuel,
  - Marian Kegel, 21 ans, 17e
  - Czeslaw Polewiak, 25e.
  - Jan Magiera, 28 ans, 36e.